# Hugh Cornwell
Hugh Alan Cornwell nació el 28 de agosto de 1949 en Tufnell Park, en el norte de Londres. Es un famoso cantante, compositor y guitarrista británico; icono de la música punk rock y new wave. Fue además líder del célebre grupo The Stranglers desde 1974 hasta 1990.

## Trayectoria profesional
Hugh Cornwell creció en Tufnell Park y Kentish Town. Hizo su enseñanza secundaria en William Ellis School y Highgate dónde empezó tocando el bajo en un grupo con Richard Thompson, el futuro miembro de los Fairport Convention. Durante los años 60, después de obtener su bachillerato en bioquímica en la Bristol University, inició un doctorado en la Lund University de Suecia. Al poco de su llegada al país formó el grupo Johny Sox. 
Con el grupo Johny Sox regresó al Reino Unido a finales del año 1974, y a él se incorporó Jet Black, que junto con Cornwell quedó como único miembro del grupo. Mäs tarde se unirían 
Jean Jacques Burnel y el antiguo compañero en Suecia Hans Wärmling. Fue entonces cuando se cambió el nombre del grupo por The Guildford Stranglers o The Stranglers. Dave Greenfield respondió a un anuncio de Melody Maker y sustituyó a Hans Wärmling. Hugh Cornwell, fue el único guitarrista y principal cantante del grupo.
En 1977, el grupo firma con la Compañía discográfica United Artists y conoció un inmenso éxito con álbumes y sencillos en las primeras posiciones de las listas de éxitos. Por su parte, Hugh Cornwell grabó su primer álbum en solitario en 1979 con la colaboración de Robert Williams. 
En 1990 se celebró el último concierto de The Stranglers en el Alexandra Palace de Londres con un lleno absoluto.
Hugh Cornwell publicó 7 álbumes en solitario: Wolf (1988) Wired (1993) Guilty (1997) Hifi (2001) Beyond Elysian Fields (2004) Footprints in the Desert (2005) Dirty Dozen (2006) y 3 colaboraciones : Nosferatu (1979) con Robert Williams, CCW (1992) y Roger Cook & Andy West e igualmente Sons Of Shiva (2002) con Sex W Johnston.
Hugh Cornwell ha escrito un libro cuyo título es The Stranglers: Song by Song, publicado en 2001 por Sanctuary Publishing donde revela los orígenes de las canciones de los Stranglers. En octubre de 2004, publicó A Multitude of Sins, su autobiografía, publicada por Harper Collins.
Golden Brown, fue utilizada como banda sonora de la película Snatch con Brad Pitt. Además, Peaches fue usada para la película Sexy Beast, así como para uno de los anuncios de Nike TV para el Mundial de Fútbol del 2002.
Hugh Cornwell realizó su nuevo Live álbum analógico, Hooverdam, con el prestigioso productor Liam Watson (Premios Grammy gracias a “Elephant”, White Stripes) en el mítico estudio Toretag. Hizo también una película, Blueprint, interpretación en directo del álbum e incluye también una maravillosa entrevista con Hugh Cornwell conducida por Robert Elms, reconocido presentador de la BBC, en el museo Tate Britain de Londres.

## Discografía
- Nosferatu, 1979
- Wolf, Virgin 1988
- CCW (Hugh Cornwell, Roger Cook & Andy West), 1992
- Wired, Transmission, 1993
- Guilty, Snapper 1996 (1997)
- Black Hair, Black Eyes, Black Suit, Velvel, 1999
- First Bus to Babylon, Velvel, 1999
- HiFi, 2000
- Footprints in the Desert, Rough Trade, 2002
- Songs of Shiva (Internet Version), 2002
- Mayday, Rough Trade, 2002 (Internet)
- In the Dock, Rough Trade, 2003
- Beyond Elysian Fields, Rough Trade, 2004
- Dirty Dozen, Invisible Hands, 2006
- People - Places - Pieces, 2006 (Internet)
- Hooverdam, Invisible Hands Music, 2008

## Libros
Cornwell ha escrito tres libros:
- Inside Information (1980) habla sobre al temporada que pasó en la cárcel de Pentonville por posesión de drogas.
- The Stranglers - Song by Song (2001) guía al lector a través del catálogo completo de canciones de The Stranglers.
- A Multitude of Sins (2004) es su autobiografía.

Su nuevo libro, Window to the World, será una obra de ficción.